# Placca anatolica

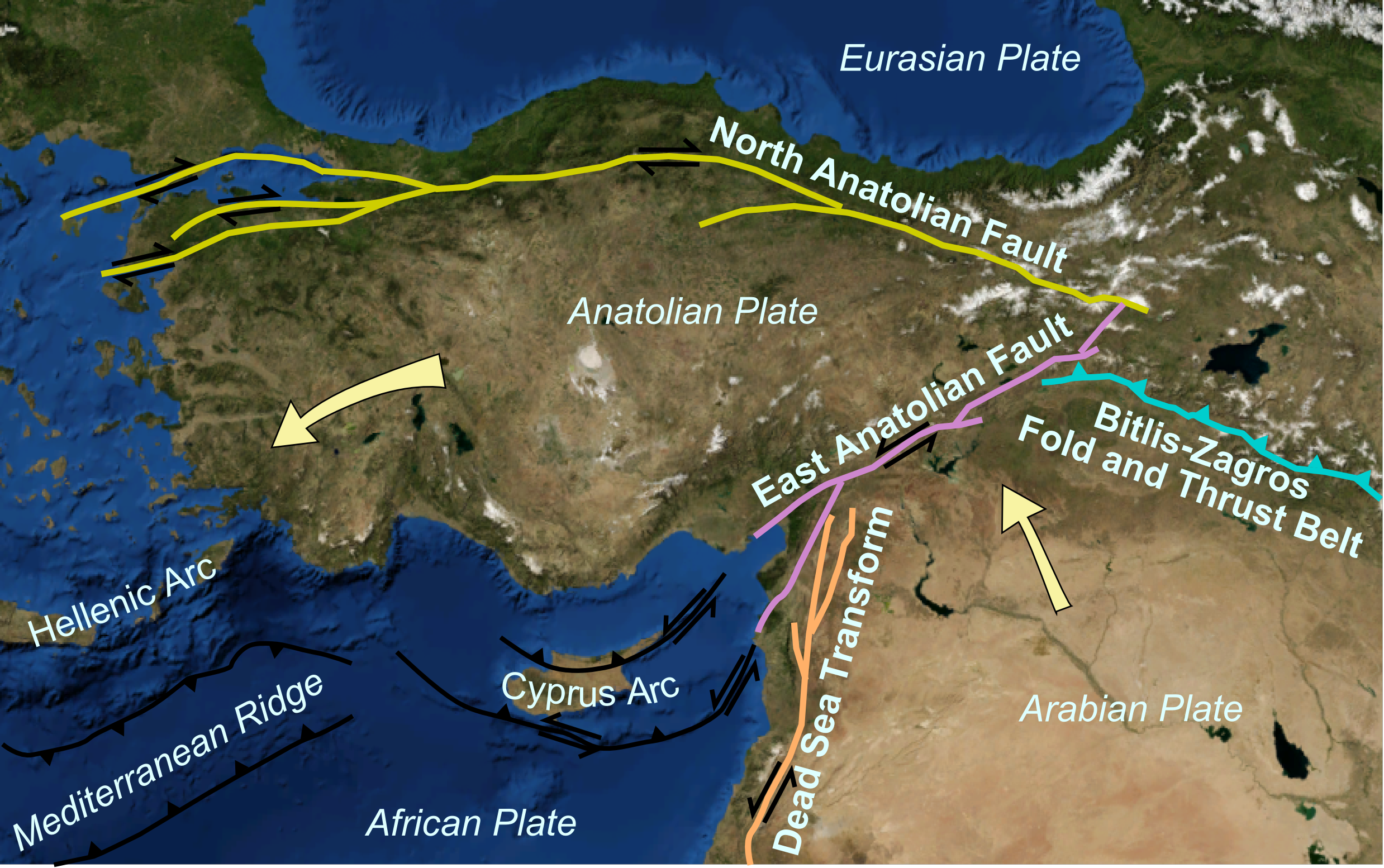
La placca anatolica

La placca anatolica è una placca tettonica continentale situata prevalentemente nel territorio della Turchia.
È limitata ad est dal margine della placca araba e dalla faglia anatolica orientale, una faglia trasforme.
I bordi sud e sud-orientale comprendono un margine convergente con la placca africana, che manifesta caratteristiche di tipo compressivo sia nella crosta oceanica al di sotto del Mediterraneo, che nella crosta continentale al di sotto della stessa Anatolia, come pure nelle zone di subduzione lungo l'arco ellenico e l'arco di Cipro.
Il margine settentrionale è una faglia trasforme con la placca euroasiatica che va a formare la faglia anatolica settentrionale.

## Movimenti

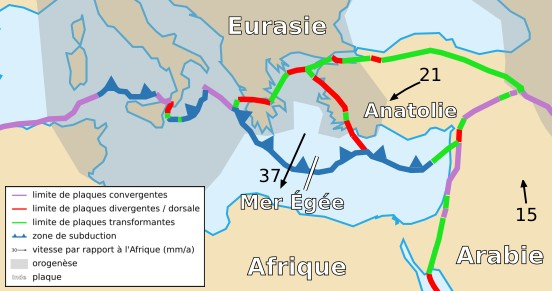
Il mar Egeo e la placca anatolica

La placca anatolica è in rotazione antioraria e viene spinta verso ovest dalla placca arabica, mentre i movimenti verso nord sono impediti dalla placca euroasiatica. Lo spostamento avviene con una velocità di rotazione di 1,64° per milione di anni riferita a un polo euleriano situato a 56°28' di latitudine nord e 81°18' di longitudine ovest.
In alcuni studi la placca anatolica viene considerata come facente parte della crosta continentale accoppiata alla placca euroasiatica, ma gli studi specifici sulla faglia anatolica settentrionale indicano che l'Anatolia è disaccoppiata dalla placca euroasiatica. Viene schiacciata da est e spinta verso ovest dalla Placca araba, mentre la Placca euroasiatica blocca il movimento verso nord.
La placca africana subduce al di sotto della placca anatolica lungo l'arco ellenico e l'arco di Cipro, al largo della costa mediterranea.